# Piero Biggio

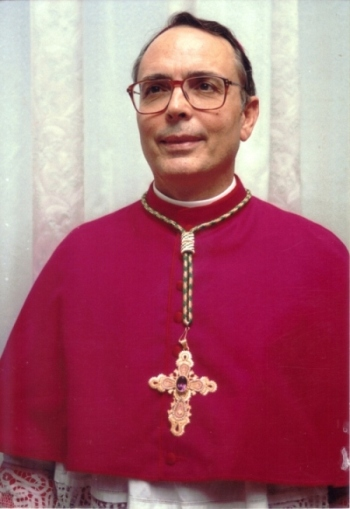
Piero Biggio

Piero Biggio (* 29. Juni 1937 in Calasetta, Provinz Carbonia-Iglesias, Italien; † 18. April 2007) war ein vatikanischer Diplomat.

## Leben

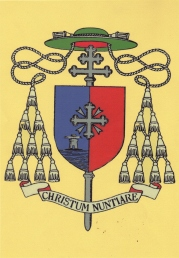
Bischofswappen

Piero Biggio empfing am 5. August 1962 die Priesterweihe. 1968 erwarb er das Lizentiat in Kanonischem Recht an der Päpstlichen Lateranuniversität und absolvierte dann von 1968 bis 1970 die Päpstliche Diplomatenakademie.
1970 trat er in den diplomatischen Dienst des Heiligen Stuhls ein und war zunächst in der Apostolischen Nuntiatur in Panama tätig. Papst Paul VI. verlieh ihm am 1. Juni 1971 den Ehrentitel Kaplan Seiner Heiligkeit (Monsignore). Es folgten weitere Stationen in den Apostolischen Nuntiaturen in Chile, Sambia, Australien, der Schweiz und Taiwan. Am 6. Juli 1983 verlieh ihm Papst Johannes Paul II. den Titel Ehrenprälat Seiner Heiligkeit.
Am 10. Dezember 1988 ernannte ihn Johannes Paul II. zum Titularerzbischof von Otriculum sowie zum Apostolischen Pro-Nuntius in Bangladesch. Die Bischofsweihe spendete ihm Kardinalstaatssekretär Agostino Casaroli am 25. Februar 1989; Mitkonsekratoren waren Giovanni Cogoni, Bischof von Iglesias, und Paul Shan Kuo-hsi SJ, Bischof von Hualien. Biggio war von 1992 bis 1999 Apostolischer Nuntius in Chile und von 1999 an in Dänemark, Island, Finnland, Norwegen und Schweden. 2004 wurde seinem Rücktrittsgesuch durch Johannes Paul II. stattgegeben.